# Anthony Ashley-Cooper (9e comte de Shaftesbury)
Pour les articles homonymes, voir Anthony Ashley-Cooper, Ashley et Cooper.
Anthony Ashley-Cooper, 9e comte de Shaftesbury (31 août 1869 - 25 mars 1961), est le fils d'Anthony Ashley-Cooper (8e comte de Shaftesbury) et Harriet Augusta Anna Seymourina Chichester (1836 - 14 avril 1898), fille de George Chichester (3e marquis de Donegall) et d'Harriet Anne Butler. 

## Carrière
Lord Shaftesbury est nommé sous-lieutenant dans le 10e Hussars en 1890, promu lieutenant en 1891 et capitaine en 1898. De 1895 à 1899, il est aide de camp du gouverneur du Victoria. Il se retire de l'armée régulière en 1899, mais reste capitaine de la réserve dans la Yeomanry impériale du Dorset. Le 12 mars 1902, il est promu lieutenant-colonel commandant la Yeomanry impériale d'Irlande du Nord. Le 1er janvier 1913, il est promu colonel dans la Force territoriale et nommé à la tête de la 1re Brigade à cheval du Sud-Ouest. Il obtient le grade provisoire de brigadier-général au déclenchement de la guerre en 1914. Il sert pendant la Première Guerre mondiale de 1914 à 1918 et renonce à sa nomination en tant que commandant de brigade le 1er mars 1919, lorsqu'il obtient le grade honorifique de brigadier-général.
Lord Shaftesbury est lord-lieutenant de Belfast de 1904 à 1911, lord-lieutenant d'Antrim de 1911 à 1916 et lord-lieutenant du Dorset de 1916 à 1952. Il est lord-maire de Belfast en 1907 et chancelier de l'université Queen's de Belfast en 1909-1923.
À la Cour, lord Shaftesbury est chambellan de Mary de Teck, princesse de Galles de 1901 à 1910 et lord-chambellan quand elle est reine du Royaume-Uni de 1910 à 1922. Cette année-là, il est nommé lord-intendant, servant jusqu'en 1936.

## Famille
Le 15 juillet 1899, il épouse Constance Sibell Grosvenor (22 août 1875 - 8 juillet 1957), la fille de Victor Alexander Grosvenor, (fils et héritier de Hugh Grosvenor (1er duc de Westminster)) et son épouse, Sibell Mary Lumley, fille de Richard Lumley (9e comte de Scarbrough). Lady Constance est investie en tant que Dame de Justice de l'ordre de Saint-Jean de Jérusalem (DJStJ) et sert en tant que Dame et Extra Dame de la Chambre à coucher de la reine Mary.
Le 9e comte de Shaftesbury et son épouse, Lady Constance ont cinq enfants :
- Anthony Ashley-Cooper (Lord Ashley) (en) (4 octobre 1900 - 8 mars 1947).
- Mary Sibell Ashley-Cooper (3 octobre 1902 - 2 août 1936) mariée à Napier Sturt, 3e baron Alington de Crichel.
- Dorothea Louise Ashley-Cooper (29 avril 1907 - 1987) mariée à Anthony Head, 1er vicomte Head.
- Lettice Mildred Ashley-Cooper (12 février 1911 - 1990) officier de vol de la Women's Auxiliary Air Force.
- Anthony John Percy Hugh Michael Ashley-Cooper (5 octobre 1915 - 1986) marié à Julian Petherick, avec qui il a quatre filles.

Lord Ashley est l'héritier du comté, qui devait hériter de la mort de son père. Cependant, à 46 ans, Ashley est décédée de façon inattendue d'une maladie cardiaque avant la succession. À cette époque, son fils, Anthony Ashley-Cooper, est devenu l'héritier apparent, héritant du comté en 1961 à la mort de son grand-père.

## Philanthropie et service communautaire

### École Bryanston
En 1928, il accorde une subvention financière pour établir un internat indépendant à Blandford, au nord du Dorset, en Angleterre, près du village de Bryanston. Le 9e comte est le premier président du conseil d'administration de l'école.
L'école Bryanston est fondée par un jeune maître d'école australien nommé JG Jeffreys. Avec le soutien financier du comte, il paye 35 000 £ pour la Bryanston House et ses 450 acres (1,821085389 km2) de terrain autour.
L'école occupe une maison de campagne somptueuse conçue et construite en 1889–1894 par Richard Norman Shaw et sur le modèle du château de Menars dans la vallée de la Loire. Shaw a conçu la maison du vicomte Portman pour remplacer la précédente. Le bâtiment et le domaine étaient les plus grands du Dorset et l'une des dernières grandes demeures seigneuriales à être construites en Angleterre. La maison était occupée par la famille Portman depuis 30 ans au moment de sa vente, mais les droits de succession ne permettaient pas au 4e Lord Portman de conserver sa propriété familiale.

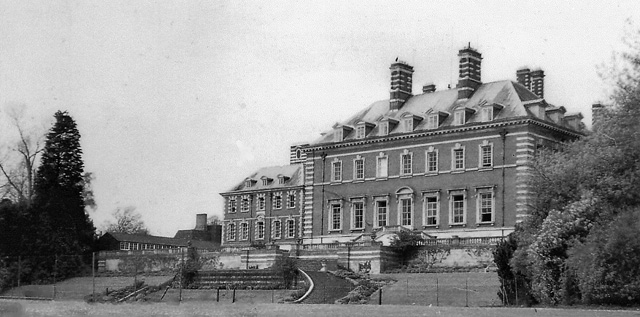
École Bryanston dans le comté de Dorset

Il n'y avait que sept enseignants et 23 garçons d'âges différents au premier trimestre. Jeffreys était un innovateur naturel mais respectant les bonnes traditions, reflété dans son choix de devise scolaire, Et Nova Et Vetera. Ce fut la première école anglaise à adopter le Plan Dalton, sa combinaison du nouveau et de l'ancien étant d'un attrait particulier. Le système était suffisamment flexible pour offrir une combinaison de leçons en classe et de temps pour les travaux dans les salles de matières, ce qui donnait aux étudiants la liberté de décider quels travaux académiques devaient concentrer leur attention. Les étudiants devaient tenir un registre quotidien sur un tableau montrant leur utilisation du temps de travail et de loisirs, et rencontrer leurs tuteurs sur une base hebdomadaire pour assurer un suivi efficace de leurs progrès.
Bryanston est membre de la Conférence des directeurs et directeurs et du groupe Eton. Elle a la réputation d'une école libérale et artistique. Les principes du plan Dalton sont toujours en place aujourd'hui et restent au cœur de la réussite de l'école.

## Mort et succession
Il est décédé en 1961 à l'âge de 91 ans. Il est enterré dans l'église paroissiale de Wimborne St Giles près du domaine familial. Les titres du comte sont passés à son petit-fils de 22 ans, Anthony Ashley-Cooper.
Le 9e comte avait soigneusement arrangé les questions financières sur le domaine de Shaftesbury afin que ses héritiers évitent les droits de succession. À la mort du comte en 1961, son petit-fils hérite de la maison familiale du XVIIe siècle et du grand domaine du Dorset, de plusieurs autres propriétés et d'une collection d'art, d'antiquités et d'autres objets de valeur.